# Carlo Girardi
Carlo Girardi (1892) è stato un calciatore italiano, di ruolo portiere ed attaccante.

## Carriera
Militò nell'Hellas Verona per tre stagioni consecutive, disputando complessivamente 45 partite in massima serie; nelle prime due stagioni giocò come portiere, mentre nella stagione 1912-1913 giocò come attaccante, segnando un gol in 12 partite.